# Människosonen

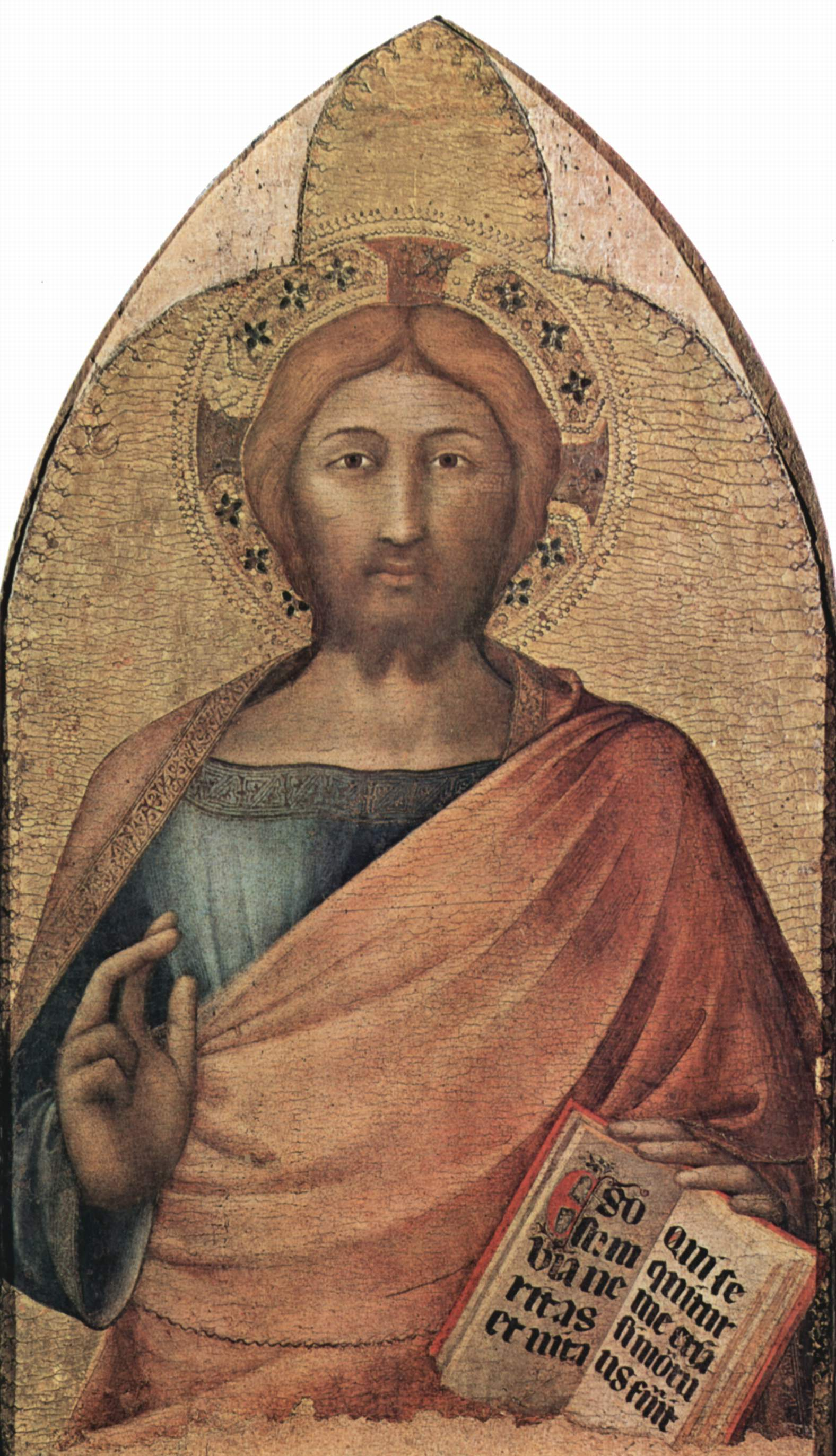
Jesus, målning av Simone Martini.

Människosonen är en titel som Jesus använder om sig själv i evangelierna. I Gamla Testamentet förekommer uttrycket några gånger, och ibland har användningen utlästs som profetior om Jesus.

## Ursprung och innebörd
Benämningen syns i Bibeln som det grekiska ho hyios tou anthrōpou (ο υιος του αντρωπου), vilket är en översättning från arameiskans bar nāshāū' (' (denna) människa'). I denna bestämda form (-en) finns uttrycket inte i Nya Testamentet i övrigt, och innebörden av den gåtfulla beteckning har varit och är omstridd. Benämningen användes inte av Jesu anhängare, och den finns varken i bekännelsesatserna eller i kyrkans trosbekännelser. Kyrkofäderna uppfattade den vanligtvis som en beteckning för den mänskliga naturen hos Jesus, men det motsvaras inte av språkbruket i Nya Testamentet.